# Jouravskite
La jouravskite è un minerale appartenente al gruppo dell'ettringite.